# Стрельников, Сергий Александрович
Сергий Александрович Стрельников (24 сентября [6 октября] 1887, Шулка, Яранский уезд, Вятская губерния — 8 августа 1937, Йошкар-Ола) — священник Русской православной церкви, в 2005 году включён в Собор новомучеников и исповедников Российских.

## Биография
Родился 24 сентября 1887 года в селе Шулка Яранского уезда Вятской губернии. Отец — диакон Александр Стрельников, мать — Александра Николаевна, дочь священника. Священником также был и старший брат Николай Александрович.
14 июня 1911 года окончил Вятскую духовную семинарию. С 12 января 1912 года работал учителем в школах Яранского уезда. Рукоположен в диакона, 14 ноября 1912 года — в священника, получил назначение в Михаило-Архангельскую церковь села Колянур Яранского уезда. 7 января 1916 года переведен в Предтеченскую церковь села Оршанка.
Занимался просветительской деятельностью. В 1912—1915 годах преподавал закон божий в Бабинском земском училище, в 1916—1917 годах — в Видякинском земском училище, Оршанском земском училище, Оршанском высшем начальном училище. В декабре 1912 года стал членом Миссионерского общества, в 1915 году вступил в Братство святителя Николая Чудотворца Вятской епархии.
7 марта 1915 года был награжден набедренником, в 1919 году — скуфьей. В 1933 году возведен в сан протоиерея.
В 1936 году храм в Оршанке закрыли, здание передали под склад зерна. Отец Сергий совершал богослужения на дому, в начале 1937 года благословил сбор подписей за открытие церкви.
26 июля 1937 года арестован по обвинению в систематическом ведении контрреволюционной агитации, помещён в КПЗ Оршанского райотдела милиции, затем направлен в Йошкар-Олинскую тюрьму. Дважды допрошен 29 июля 1937 года, виновным себя не признал.
8 августа 1937 года приговорен к расстрелу тройкой НКВД по МАССР. Приговор приведён в исполнение в тот же день, в 15 часов. Похоронен в братской могиле на Мендурском кладбище неподалёку от Йошкар-Олы.
Мощи находятся в домовом храме в здании Йошкар-Олинского епархиального управления и в Предтеченском храме села Оршанка.

## Канонизация
16 июля 2005 года определением Святейшего Патриарха и Священного Синода РПЦ Сергий Стрельников по представлению Йошкар-Олинской епархии был включён в Собор новомучеников и исповедников Российских.